# Ampulex cyanipes
Ampulex cyanipes är en  stekelart som först beskrevs av John Obadiah Westwood 1841.  Ampulex cyanipes ingår i släktet Ampulex och familjen Ampulicidae. Inga underarter finns listade i Catalogue of Life.